# Leo Marx
Leo Marx   (Nova York, 15 de novembre de 1919 - Boston, 8 de març de 2022) fou un professor emèrit d'Història i Filosofia de la Ciència de l'Institut Tecnològic de Massachusetts. És conegut pels seus treballs en el camp dels american studies sobre la relació entre tecnologia i cultura als Estats Units dels segles XIX i XX. Es va graduar en història i literatura a la Universitat de Harvard i es va doctorar el 1950 amb una tesi sobre la història de la civilització americana. Marx fou mereixedor de dues Guggenheim Fellowship el 1961 i el 1965.

## Obra publicada
- Marx, Leo (1964). The Machine in the Garden: Technology and the Pastoral Ideal in America. Nova York: Oxford University Press.[6]
- Marx, Leo (1989). The Pilot and the Passenger: Essays on Literature, Technology, and Culture in the United States. Nova York: Oxford University Press. ISBN 9780195048766.
- Marx, Leo; Smith, Merritt R. (1994). Does Technology Drive History? The Dilemma of Technological Determinism. Cambridge, Massachusetts: MIT Press. ISBN 9780262691673.
- Marx, Leo. Progress: Fact or Illusion.  Ann Arbor: University of Michigan Press, 1998. ISBN 9780472085095.
- Marx, Leo. Earth, Air, Fire, Water: Humanistic Studies of the Environment.  Amherst: University of Massachusetts Press, 1999. ISBN 9781558492219.
- Marx, Leo Boston Review, 12-2003 [Consulta: 28 setembre 2019].
- Marx, Leo The New York Review of Books, 24-06-1999 [Consulta: 28 setembre 2019].
- Buell, Lawrence; Marx, Leo The New York Review of Books, 02-12-1999 [Consulta: 28 setembre 2019].
- Marx, Leo «Còpia arxivada». Technology Review, 1-1987, pàg. 33-41. Arxivat de l'original el 14 de febrer 2019 [Consulta: 28 setembre 2019].
- Marx, Leo The American Scholar, 22, 4, Autumn 1953, pàg. 423–440 [Consulta: 28 setembre 2019].
- Marx, Leo Daedalus, Spring 2008, pàg. 8–21 [Consulta: 28 setembre 2019].